# Wieder Nándor
Wieder Nándor (Dorog, 1922. február 28. – Dorog, 1994. február 5.) okleveles kohómérnök.

## Munkássága
A Nehézipari Műszaki Egyetem Fémkohászati Tanszékén dolgozott. A Magyar Tudományos Akadémia jeles kutatómérnöke a bauxit, vörösiszap feldolgozása, továbbá a mangán kohósítása és az alumíniumkohászat terén. Ezen kutatásairól műszaki folyóiratokban jelentek meg értekezései.